# Маргарет Керъл
Маргарет Керъл (на английски: Margaret Carroll) е американска писателка на бестселъри в жанра романтичен трилър, чиклит и любовен роман.

## Биография и творчество
Маргарет Мари Керъл е родена на 2 ноември 1960 г. в Ню Йорк, САЩ. Завършва Колумбийския колеж на университета „Джордж Вашингтон“ с бакалавърска степен по журналистика. Започва работа като помощник редактор в корпорацията „Standard & Poor“, после от 1983 г. работи като пътуващ редактор за списание „Travel Agent“, а от 1985 г. за корпоративни бизнес издания в областта на бизнес авиацията и луксозното пътуване. През 1988 г. започва работа в американския клон на „British Airways“ в Ню Йорк като директор за връзки с обществеността. За дейността си през 1996 г. е избрана за председател на Северноамериканската авиационна асоциация за връзки с обществеността, а през 1998 г. е удостоена със сребърно отличие.
Заедно с работата си започва да пише романи след като посещава семинари по творческо писане. Първият ѝ любовен роман „Изгрев над Монтана“ е издаден през 1992 г.
От 1998 г. е директор по рекламата и връзки с обществеността на луксозния бранд „Сейнт Реджис“ на големия оператор на хотели по света „Starwood Hotels & Resorts“, като работи по презентацията на хотелите в Рим, Пекин, Аспен и Филаделфия, до 2001 г. После основава собствена маркетинг и PR консултантска компания „Керъл Комюникейшънс“ в Санта Фе, Ню Мексико, която представляват няколко от водещите атракции в региона.
На 14 май 2000 г. се омъжва за Ранд Керъл, прокурор. Имат една дъщеря. Съпругът ѝ загива в мотоциклетна катастрофа през 2002 г.
За да преодолее трагедията тя се посвещава на писателската си кариера. През 2006 и 2008 г. са публикувани двата ѝ комедийни любовни романа – „The Write Match“ и „The True Match“, за които ползва опита си на PR специалист.
През 2009 г. публикува първия си романтичен трилър „A Dark Love“, който става бестселър и е номиниран за наградата „РИТА“.
Маргарет Керъл живее с дъщеря си във викторианска къща в Грос Пойнт, Детройт, Мичиган.

## Произведения

### Самостоятелни романи
- Montana Sunrise (1992)
Изгрев над Монтана, изд.: „Слово“, В. Търново (1995), прев. Лора Йосифова
- Prairie Light (1994)
- The Write Match (2006)
- The True Match (2008)
- A Dark Love (2009)
- Riptide (2009)